# Ongole
Ongole é uma cidade no estado de Andra Pradexe, Índia. Faz parte do distrito Prakasam. O nome vem de Omgole, que significaria "submisso a Shiva".

## História
Fundada nos dias do Império Máuria, segundo inscrições encontradas datads dos séculos III e IV.

## Demografia
Ongole possui 149 589 habitantes, segundo o censo local de 2001.

## Economia
Ongole é famosa pela raça de bois Zebu desenvolvida há mais de 5 mil anos. No Brasil, essa raça é conhecida como Nelore.
Ongole também é conhecida pelo comércio de tabaco, produtos agrícolas e granito.